# Favia maritima
Favia maritima är en korallart som först beskrevs av Nemenzo 1971.  Favia maritima ingår i släktet Favia och familjen Faviidae. IUCN kategoriserar arten globalt som nära hotad. Inga underarter finns listade i Catalogue of Life.